# Список астероїдів (1101—1200)
| Назва                            | Тимчасове позначення | Дата відкриття    | Місце відкриття                            | Відкривач                     |
| -------------------------------- | -------------------- | ----------------- | ------------------------------------------ | ----------------------------- |
| 1101 Клематіс (Clematis)         | 1928 SJ              | 22 вересня 1928   | Обсерваторія Гейдельберг-Кеніґштуль        | К. В. Райнмут                 |
| 1102 Пепіта (Pepita)             | 1928 VA              | 5 листопада 1928  | Барселона                                  | Хосе Комас Сола               |
| 1103 Секвойя (Sequoia)           | 1928 VB              | 9 листопада 1928  | Гамбурзька обсерваторія                    | Вальтер Бааде                 |
| 1104 Сирінґа (Syringa)           | 1928 XA              | 9 грудня 1928     | Обсерваторія Гейдельберг-Кеніґштуль        | К. В. Райнмут                 |
| 1105 Фраґарія (Fragaria)         | 1929 AB              | 1 січня 1929      | Обсерваторія Гейдельберг-Кеніґштуль        | К. В. Райнмут                 |
| 1106 Сидонія (Cydonia)           | 1929 CW              | 5 лютого 1929     | Обсерваторія Гейдельберг-Кеніґштуль        | К. В. Райнмут                 |
| 1107 Лікторія (Lictoria)         | 1929 FB              | 30 березня 1929   | Туринська обсерваторія                     | Луїджі Вольта                 |
| 1108 Деметер (Demeter)           | 1929 KA              | 31 травня 1929    | Обсерваторія Гейдельберг-Кеніґштуль        | К. В. Райнмут                 |
| 1109 Тата (Tata)                 | 1929 CU              | 5 лютого 1929     | Обсерваторія Гейдельберг-Кеніґштуль        | К. В. Райнмут                 |
| 1110 Ярослава (Jaroslawa)        | 1928 PD              | 10 серпня 1928    | Сімеїз                                     | Григорій Неуймін              |
| 1111 Райнмутія (Reinmuthia)      | 1927 CO              | 11 лютого 1927    | Обсерваторія Гейдельберг-Кеніґштуль        | К. В. Райнмут                 |
| 1112 Полонія (Polonia)           | 1928 PE              | 15 серпня 1928    | Сімеїз                                     | Пелагея Шайн                  |
| 1113 Катя (Katja)                | 1928 QC              | 15 серпня 1928    | Сімеїз                                     | Пелагея Шайн                  |
| 1114 Лоррен (Lorraine)           | 1928 WA              | 17 листопада 1928 | Обсерваторія Ніцци                         | Александер Шаумассе           |
| 1115 Сабауда (Sabauda)           | 1928 XC              | 13 грудня 1928    | Туринська обсерваторія                     | Луїджі Вольта                 |
| 1116 Катріона (Catriona)         | 1929 GD              | 5 квітня 1929     | Республіканська обсерваторія Йоганнесбурга | Сиріл Джексон                 |
| 1117 Регініта (Reginita)         | 1927 KA              | 24 травня 1927    | Барселона                                  | Хосе Комас Сола               |
| 1118 Ганскія (Hanskya)           | 1927 QD              | 29 серпня 1927    | Сімеїз                                     | Сергій Бєлявський, Ivanov, N. |
| 1119 Евбея (Euboea)              | 1927 UB              | 27 жовтня 1927    | Обсерваторія Гейдельберг-Кеніґштуль        | Карл Рейнмут                  |
| 1120 Каннонія (Cannonia)         | 1928 RV              | 11 вересня 1928   | Сімеїз                                     | Пелагея Шайн                  |
| 1121 Наташа (Natascha)           | 1928 RZ              | 11 вересня 1928   | Сімеїз                                     | Пелагея Шайн                  |
| 1122 Нейт (Neith)                | 1928 SB              | 17 вересня 1928   | Королівська обсерваторія Бельгії           | Ежен Жозеф Дельпорт           |
| 1123 Шеплія (Shapleya)           | 1928 ST              | 21 вересня 1928   | Сімеїз                                     | Григорій Неуймін              |
| 1124 Струбантія (Stroobantia)    | 1928 TB              | 6 жовтня 1928     | Королівська обсерваторія Бельгії           | Ежен Жозеф Дельпорт           |
| 1125 Китай (China)               | 1957 UN1             | 30 жовтня 1957    | Обсерваторія Цзицзіньшань                  | Обсерваторія Червона Гора     |
| 1126 Отеро (Otero)               | 1929 AC              | 11 січня 1929     | Обсерваторія Гейдельберг-Кеніґштуль        | К. В. Райнмут                 |
| 1127 Мімі (Mimi)                 | 1929 AJ              | 13 січня 1929     | Королівська обсерваторія Бельгії           | Сильвен Арен                  |
| 1128 Астрід (Astrid)             | 1929 EB              | 10 березня 1929   | Королівська обсерваторія Бельгії           | Ежен Жозеф Дельпорт           |
| 1129 Неуйміна (Neujmina)         | 1929 PH              | 8 серпня 1929     | Сімеїз                                     | Параска Пархоменко            |
| 1130 Скульд (Skuld)              | 1929 RC              | 2 вересня 1929    | Обсерваторія Гейдельберг-Кеніґштуль        | К. В. Райнмут                 |
| 1131 Porzia                      | 1929 RO              | 10 вересня 1929   | Обсерваторія Гейдельберг-Кеніґштуль        | К. В. Райнмут                 |
| 1132 Голландія (Hollandia)       | 1929 RB1             | 13 вересня 1929   | Республіканська обсерваторія Йоганнесбурга | Гендрік ван Ґент              |
| 1133 Луґдуна (Lugduna)           | 1929 RC1             | 13 вересня 1929   | Республіканська обсерваторія Йоганнесбурга | Гендрік ван Ґент              |
| 1134 Kepler                      | 1929 SA              | 25 вересня 1929   | Обсерваторія Гейдельберг-Кеніґштуль        | Макс Вольф                    |
| 1135 Колкіс (Colchis)            | 1929 TA              | 3 жовтня 1929     | Сімеїз                                     | Григорій Неуймін              |
| 1136 Мерседес (Mercedes)         | 1929 UA              | 30 жовтня 1929    | Барселона                                  | Хосе Комас Сола               |
| 1137 Раїса (Raissa)              | 1929 WB              | 27 жовтня 1929    | Сімеїз                                     | Григорій Неуймін              |
| 1138 Аттика (Attica)             | 1929 WF              | 22 листопада 1929 | Обсерваторія Гейдельберг-Кеніґштуль        | К. В. Райнмут                 |
| 1139 Atami                       | 1929 XE              | 1 грудня 1929     | Токіо                                      | Окуро Оїкава, Кадзуо Кубокава |
| 1140 Крим (Crimea)               | 1929 YC              | 30 грудня 1929    | Сімеїз                                     | Григорій Неуймін              |
| 1141 Бомія (Bohmia)              | 1930 AA              | 4 січня 1930      | Обсерваторія Гейдельберг-Кеніґштуль        | Макс Вольф                    |
| 1142 Етолія (Aetolia)            | 1930 BC              | 24 січня 1930     | Обсерваторія Гейдельберг-Кеніґштуль        | К. В. Райнмут                 |
| 1143 Odysseus                    | 1930 BH              | 28 січня 1930     | Обсерваторія Гейдельберг-Кеніґштуль        | К. В. Райнмут                 |
| 1144 Ода (Oda)                   | 1930 BJ              | 28 січня 1930     | Обсерваторія Гейдельберг-Кеніґштуль        | К. В. Райнмут                 |
| 1145 Ребельмонте (Robelmonte)    | 1929 CC              | 3 лютого 1929     | Королівська обсерваторія Бельгії           | Ежен Жозеф Дельпорт           |
| 1146 Б'ярмія (Biarmia)           | 1929 JF              | 7 травня 1929     | Сімеїз                                     | Григорій Неуймін              |
| 1147 Ставрополіс (Stavropolis)   | 1929 LF              | 11 червня 1929    | Сімеїз                                     | Григорій Неуймін              |
| 1148 Рараху (Rarahu)             | 1929 NA              | 5 липня 1929      | Сімеїз                                     | Олександр Дейч                |
| 1149 Волга (Volga)               | 1929 PF              | 1 серпня 1929     | Сімеїз                                     | Євген Скворцов                |
| 1150 Ахая (Achaia)               | 1929 RB              | 2 вересня 1929    | Обсерваторія Гейдельберг-Кеніґштуль        | К. В. Райнмут                 |
| 1151 Ітака (Ithaka)              | 1929 RK              | 8 вересня 1929    | Обсерваторія Гейдельберг-Кеніґштуль        | К. В. Райнмут                 |
| 1152 Павона (Pawona)             | 1930 AD              | 8 січня 1930      | Обсерваторія Гейдельберг-Кеніґштуль        | К. В. Райнмут                 |
| 1153 Валленбергія (Wallenbergia) | 1924 SL              | 5 вересня 1924    | Сімеїз                                     | Сергій Бєлявський             |
| 1154 Астрономія (Astronomia)     | 1927 CB              | 8 лютого 1927     | Обсерваторія Гейдельберг-Кеніґштуль        | Карл Рейнмут                  |
| 1155 Аенна (Aenna)               | 1928 BD              | 26 січня 1928     | Обсерваторія Гейдельберг-Кеніґштуль        | Карл Рейнмут                  |
| 1156 Кіра (Kira)                 | 1928 DA              | 22 лютого 1928    | Обсерваторія Гейдельберг-Кеніґштуль        | К. В. Райнмут                 |
| 1157 Арабія (Arabia)             | 1929 QC              | 31 серпня 1929    | Обсерваторія Гейдельберг-Кеніґштуль        | К. В. Райнмут                 |
| 1158 Люда (Luda)                 | 1929 QF              | 31 серпня 1929    | Сімеїз                                     | Григорій Неуймін              |
| 1159 Ґранада (Granada)           | 1929 RD              | 2 вересня 1929    | Обсерваторія Гейдельберг-Кеніґштуль        | К. В. Райнмут                 |
| 1160 Іллірія (Illyria)           | 1929 RL              | 9 вересня 1929    | Обсерваторія Гейдельберг-Кеніґштуль        | К. В. Райнмут                 |
| 1161 Тессалія (Thessalia)        | 1929 SF              | 29 вересня 1929   | Обсерваторія Гейдельберг-Кеніґштуль        | К. В. Райнмут                 |
| 1162 Лариса (Larissa)            | 1930 AC              | 5 січня 1930      | Обсерваторія Гейдельберг-Кеніґштуль        | К. В. Райнмут                 |
| 1163 Сага (Saga)                 | 1930 BA              | 20 січня 1930     | Обсерваторія Гейдельберг-Кеніґштуль        | К. В. Райнмут                 |
| 1164 Коболда (Kobolda)           | 1930 FB              | 19 березня 1930   | Обсерваторія Гейдельберг-Кеніґштуль        | К. В. Райнмут                 |
| 1165 Імпрінетта (Imprinetta)     | 1930 HM              | 24 квітня 1930    | Республіканська обсерваторія Йоганнесбурга | Гендрік ван Ґент              |
| 1166 Сакунтала (Sakuntala)       | 1930 MA              | 27 червня 1930    | Сімеїз                                     | Параска Пархоменко            |
| 1167 Дубіаго (Dubiago)           | 1930 PB              | 3 серпня 1930     | Сімеїз                                     | Євген Скворцов                |
| 1168 Брандія (Brandia)           | 1930 QA              | 25 серпня 1930    | Королівська обсерваторія Бельгії           | Ежен Жозеф Дельпорт           |
| 1169 Альвіна (Alwine)            | 1930 QH              | 30 серпня 1930    | Обсерваторія Гейдельберг-Кеніґштуль        | Макс Вольф, Маріо Ферреро     |
| 1170 Шива (Siva)                 | 1930 SQ              | 29 вересня 1930   | Королівська обсерваторія Бельгії           | Ежен Жозеф Дельпорт           |
| 1171 Руставелія (Rusthawelia)    | 1930 TA              | 3 жовтня 1930     | Королівська обсерваторія Бельгії           | Сильвен Арен                  |
| 1172 Aneas                       | 1930 UA              | 17 жовтня 1930    | Обсерваторія Гейдельберг-Кеніґштуль        | К. В. Райнмут                 |
| 1173 Anchises                    | 1930 UB              | 17 жовтня 1930    | Обсерваторія Гейдельберг-Кеніґштуль        | К. В. Райнмут                 |
| 1174 Мармара (Marmara)           | 1930 UC              | 17 жовтня 1930    | Обсерваторія Гейдельберг-Кеніґштуль        | К. В. Райнмут                 |
| 1175 Марґо (Margo)               | 1930 UD              | 17 жовтня 1930    | Обсерваторія Гейдельберг-Кеніґштуль        | К. В. Райнмут                 |
| 1176 Лусідор (Lucidor)           | 1930 VE              | 15 листопада 1930 | Королівська обсерваторія Бельгії           | Ежен Жозеф Дельпорт           |
| 1177 Ґоннессія (Gonnessia)       | 1930 WA              | 24 листопада 1930 | Алжирська обсерваторія                     | Луї Буаєр                     |
| 1178 Irmela                      | 1931 EC              | 13 березня 1931   | Обсерваторія Гейдельберг-Кеніґштуль        | Макс Вольф                    |
| 1179 Маллі (Mally)               | 1931 FD              | 19 березня 1931   | Обсерваторія Гейдельберг-Кеніґштуль        | Макс Вольф                    |
| 1180 Ріта (Rita)                 | 1931 GE              | 9 квітня 1931     | Обсерваторія Гейдельберг-Кеніґштуль        | К. В. Райнмут                 |
| 1181 Ліліт (Lilith)              | 1927 CQ              | 11 лютого 1927    | Алжирська обсерваторія                     | Веніамін Жеховський           |
| 1182 Ілона (Ilona)               | 1927 EA              | 3 березня 1927    | Обсерваторія Гейдельберг-Кеніґштуль        | Карл Рейнмут                  |
| 1183 Ютта (Jutta)                | 1930 DC              | 22 лютого 1930    | Обсерваторія Гейдельберг-Кеніґштуль        | К. В. Райнмут                 |
| 1184 Ґаея (Gaea)                 | 1926 RE              | 5 вересня 1926    | Обсерваторія Гейдельберг-Кеніґштуль        | К. В. Райнмут                 |
| 1185 Нікко (Nikko)               | 1927 WC              | 17 листопада 1927 | Токіо                                      | Окуро Оїкава                  |
| 1186 Тернера (Turnera)           | 1929 PL              | 1 серпня 1929     | Республіканська обсерваторія Йоганнесбурга | Сиріл Джексон                 |
| 1187 Афра (Afra)                 | 1929 XC              | 6 грудня 1929     | Обсерваторія Гейдельберг-Кеніґштуль        | К. В. Райнмут                 |
| 1188 Ґотландія (Gothlandia)      | 1930 SB              | 30 вересня 1930   | Барселона                                  | Хосе Комас Сола               |
| 1189 Терентія (Terentia)         | 1930 SG              | 17 вересня 1930   | Сімеїз                                     | Григорій Неуймін              |
| 1190 Пелагія (Pelagia)           | 1930 SL              | 20 вересня 1930   | Сімеїз                                     | Григорій Неуймін              |
| 1191 Альфатерна (Alfaterna)      | 1931 CA              | 11 лютого 1931    | Туринська обсерваторія                     | Луїджі Вольта                 |
| 1192 Прісма (Prisma)             | 1931 FE              | 17 березня 1931   | Гамбурзька обсерваторія                    | Фрідріх Карл Арнольд Швассман |
| 1193 Африка (Africa)             | 1931 HB              | 24 квітня 1931    | Республіканська обсерваторія Йоганнесбурга | Сиріл Джексон                 |
| 1194 Алетта (Aletta)             | 1931 JG              | 13 травня 1931    | Республіканська обсерваторія Йоганнесбурга | Сиріл Джексон                 |
| 1195 Оранджія (Orangia)          | 1931 KD              | 24 травня 1931    | Республіканська обсерваторія Йоганнесбурга | Сиріл Джексон                 |
| 1196 Шеба (Sheba)                | 1931 KE              | 21 травня 1931    | Республіканська обсерваторія Йоганнесбурга | Сиріл Джексон                 |
| 1197 Родезія (Rhodesia)          | 1931 LD              | 9 червня 1931     | Республіканська обсерваторія Йоганнесбурга | Сиріл Джексон                 |
| 1198 Атлантида (Atlantis)        | 1931 RA              | 7 вересня 1931    | Обсерваторія Гейдельберг-Кеніґштуль        | К. В. Райнмут                 |
| 1199 Ґелдонія (Geldonia)         | 1931 RF              | 14 вересня 1931   | Королівська обсерваторія Бельгії           | Ежен Жозеф Дельпорт           |
| 1200 Імператрікс (Imperatrix)    | 1931 RH              | 14 вересня 1931   | Обсерваторія Гейдельберг-Кеніґштуль        | К. В. Райнмут                 |

| Астероїди 1—10000 → |           |           |           |           |           |           |           |           |            |
| 1—100               | 1001—1100 | 2001—2100 | 3001—3100 | 4001—4100 | 5001—5100 | 6001—6100 | 7001—7100 | 8001—8100 | 9001—9100  |
| 101—200             | 1101—1200 | 2101—2200 | 3101—3200 | 4101—4200 | 5101—5200 | 6101—6200 | 7101—7200 | 8101—8200 | 9101—9200  |
| 201—300             | 1201—1300 | 2201—2300 | 3201—3300 | 4201—4300 | 5201—5300 | 6201—6300 | 7201—7300 | 8201—8300 | 9201—9300  |
| 301—400             | 1301—1400 | 2301—2400 | 3301—3400 | 4301—4400 | 5301—5400 | 6301—6400 | 7301—7400 | 8301—8400 | 9301—9400  |
| 401—500             | 1401—1500 | 2401—2500 | 3401—3500 | 4401—4500 | 5401—5500 | 6401—6500 | 7401—7500 | 8401—8500 | 9401—9500  |
| 501—600             | 1501—1600 | 2501—2600 | 3501—3600 | 4501—4600 | 5501—5600 | 6501—6600 | 7501—7600 | 8501—8600 | 9501—9600  |
| 601—700             | 1601—1700 | 2601—2700 | 3601—3700 | 4601—4700 | 5601—5700 | 6601—6700 | 7601—7700 | 8601—8700 | 9601—9700  |
| 701—800             | 1701—1800 | 2701—2800 | 3701—3800 | 4701—4800 | 5701—5800 | 6701—6800 | 7701—7800 | 8701—8800 | 9701—9800  |
| 801—900             | 1801—1900 | 2801—2900 | 3801—3900 | 4801—4900 | 5801—5900 | 6801—6900 | 7801—7900 | 8801—8900 | 9801—9900  |
| 901—1000            | 1901—2000 | 2901—3000 | 3901—4000 | 4901—5000 | 5901—6000 | 6901—7000 | 7901—8000 | 8901—9000 | 9901—10000 |